# Mario Alberti
Mario Alberti (Trieste, Italia, 7 de mayo de 1965) es un historietista italiano.

## Biografía
Se graduó en la Facultad de Economía y Comercio en Milán. En 1992 publicó una historia breve de la serie Holly Connick en la revista Fumo di China, para luego dibujar cómics de L'Intrepido. A partir de 1993, colabora con la editorial Bonelli, para la que ha realizado historias de Nathan Never y de Legs Weaver (donde debutó como guionista), además de dos historias especiales de Tex (publicadas en la colección Romanzi a fumetti Bonelli) y Senzanima, spin-off de Dragonero. Realizó las portadas de algunos números de Jonathan Steele, de un álbum especial de Dylan Dog y del primer especial de Dragonero. En 2018 publicó la serie Angie Digitwin para Panini Comics.
Para el mercado francés, dibujó Mortemer (2008) y Prométhée (2016) para la editorial Soleil y Les chroniques de Légion para Glénat (2011-2012). Para Marvel Comics realizó los dibujos de X-Men and Spider-Man (2009), Spider-Man (2009), Spider-Man and Fantastic Four (2010) y Attuma (2011).